# Los exilios
"Los exilios" es un cuento de ciencia ficción de Ray Bradbury. Originalmente, fue publicado como "The Wizards Mad of Marte" (Los magos enojados de Marte) en Maclean's el 15 de septiembre de 1949 y fue reimpreso, en forma revisada, al año siguiente por The Magazine of Fantasy & Science Fiction (Revista de Fantasía y Ciencia Ficción). La primera recogida en El hombre ilustrado (1951), que más tarde fue incluido en las colecciones R es para Rocket (1962), Historias de Bradbury: 100 de sus cuentos más famosos (2003), El sonido del trueno y otros cuentos (2005) y Un placer para quemar (2010), bajo el título de "Asistentes de enojados" y, presumiblemente, con el texto de la Maclean).

## Sinopsis
La tripulación de una nave espacial que se dirigía hacia el planeta Marte se está muriendo y está plagada de visiones de pesadillas y sueños. Mientras tanto, los habitantes de Marte - autores sobrenaturalistas como Edgar Allan Poe, Algernon Blackwood y Ambrose Bierce - también están muriendo, desapareciendo de la existencia como la gente de la Tierra quemando el último de sus libros, prohibidos desde hace un siglo por sus temas supersticiosos. Allí también se encontraban Charles Dickens y William Shakespeare, aunque Dickens resiente amargamente su "guetización" entre los escritores del género. Los últimos ejemplares de libros que sobrevivieron, traídos por la acción del capitán en una corazonada desconocida, son todo lo que se interpone en el camino de la destrucción de estos restos literarios en Marte. Al aterrizar, los astronautas queman los libros, hecho que finalmente extermina a los autores y a sus creaciones.
Al principio de la historia aparecen las tres brujas de Macbeth de Shakespeare. Reaparecen en otro de los cuentos de Bradbury, "la hormigonera", también preocupadas por Marte, y le proporcionaron el título de la novela de Bradbury, La feria de las tinieblas.

## Adaptaciones
"Los Exiliados" fue adaptada al libro de Eclipse cómic  Alien Encounters  N.º 10 (diciembre de 1986) por Tom Sutton.

## Recepción
El  eminente autor y crítico literario Gore Vidal admiró a Bradbury y a esta historia en particular, calificándola de "una buena historia corta" y diciendo que representaba a Bradbury "en su mejor momento".

## Historias relacionadas
Bradbury también escribió sobre futuros similares donde estaban prohibidos los libros, con referencias a Poe y otros autores, en los cuentos "Columna de Fuego" y "Usher II" (1950), y la novela Fahrenheit 451.